# Hawi Abera
Hawi Abera (amharisch ሓዊ ኣበራ; * 17. Dezember 2006) ist eine äthiopische Mittel- und Langstreckenläuferin, die sich auf den 1500-Meter-Lauf spezialisiert hat.

## Sportliche Laufbahn
Erste internationale Erfahrungen sammelte Hawi Abera bei den Crosslauf-Weltmeisterschaften 2023 in Bathurst in 23:21 min die Silbermedaille in der Mixed-Staffel gemeinsam mit Adehana Kasaye, Getnet Wale und Birke Haylom hinter dem kenianischen Team. Im Jahr darauf gewann sie bei den Afrikaspielen in Accra in 4:06,09 min die Silbermedaille im 1500-Meter-Lauf hinter ihrer Landsfrau Hirut Meshesha.

## Persönliche Bestzeiten
- 1500 Meter: 4:06,15 min, 22. März 2024 in Accra
- 5-km-Straßenlauf: 15:06 min, 9. Dezember 2023 in Khobar